# 南部領 (武蔵国)
南部領（なんぶりょう）は、江戸時代の武蔵国内の地名で、現在のさいたま市東部から上尾市東部の、当時は37ヶ村にあたる。
地名の由来には諸説あり、慶長16年（1611年）盛岡藩第2代藩主南部利直は、徳川家康・秀忠父子より寵愛を受け、岩槻において5箇村を鷹狩場として拝領し、寛永13年（1636年）第3代藩主南部重直の時に召上げとなった。この南部氏の鷹狩場であったことが由来する説と、天正19年（1591年）「武蔵国足立郡南部之内」、「武蔵国岩槻領南部之内」（大和田村、中丸村の検地帳）とある記述があり、中世における岩槻領の南部との説がある。南浮（『新編武蔵風土記稿』）とも書く。岩槻藩が内命により南部領の地名の由来を調査させたが、真相はわからなかった（岩槻御旧地探索秘記）。